# Épépinage
L'épépinage d'un fruit est l'opération qui consiste à ôter les pépins d'une préparation culinaire.  L'épépinage peut se faire à la main ou avec un appareil électroménager appelé épépineuse. L'épépineuse peut être manuelle avec une manivelle ou électrique. L'épépineuse permet de retirer pépins et peaux afin de réaliser des coulis de fruits (tomate, groseille, raisin, etc), ou enlever les peaux des châtaignes afin de réaliser des crèmes et confitures de châtaigne. 
La spécialité gastronomique de la commune de Bar-le-Duc (Meuse, Lorraine) est la confiture de groseille épépinées à la plume d'oie, aussi appelée "caviar de Bar-le-Duc",.L’épépineuse perce légèrement la peau de la groseille avec une plume d'oie taillée en biseau et extrait les pépins un par un sans endommager la pulpe. Il faut compter environ trois heures de travail pour épépiner un kilogramme de groseille.